# Раух, Иоганн Непомук

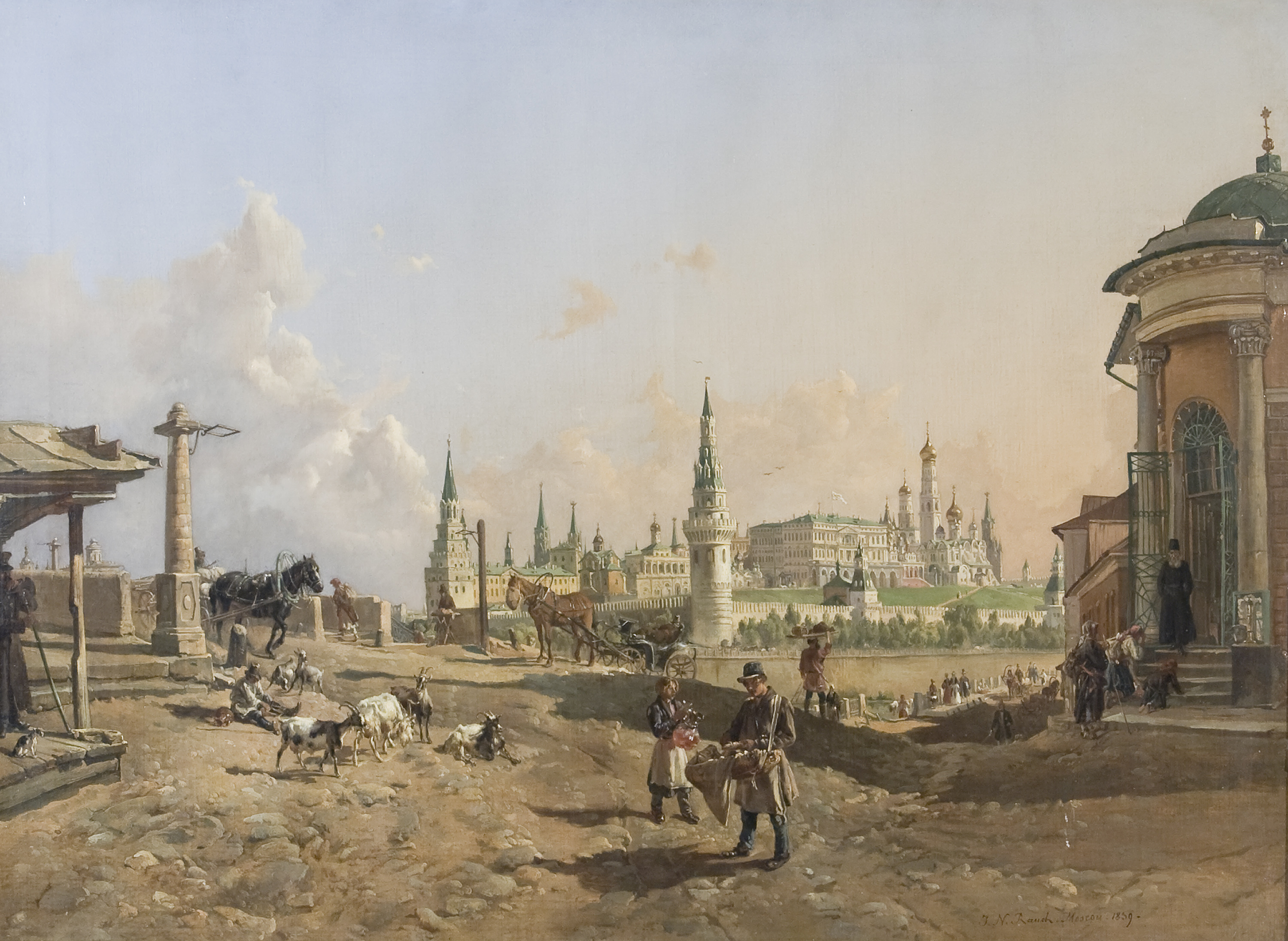
Вид на Московский Кремль со стороны Каменного моста

Иоганн Непомук Раух (нем. Johann Nepomuk Rauch; 15 мая 1804[…], Вена — 7 марта 1847[…], Рим) — австрийский художник-пейзажист и гравёр, долгое время работавший в России, представитель Россики. 

## Биография
Родился в 1804 году в Вене в семье художника-швейцарца, выходца из кантона Тургау. Его братья Фердинанд и Иоганн Йозеф, а также его сын Карл тоже были художниками. Раух учился в Венской академии изобразительных искусств, а затем с 1829 по 1831 год во Флоренции. Период с 1831 по 1841 год он провёл в Москве, где одним из его покровителей был граф Александр Никитич Панин (1791—1850). С 1841 года работал в Риме. Умер в Риме в возрасте 43 лет.
Раух создал в России несколько видов Московского Кремля, а также подмосковных дворянских усадеб: «Кузьминки» (Влахернское) князя Сергея Михайловича Голицына (ныне — в черте Москвы), Архангельское (Юсуповых), Марфино (Паниных). Он также совершил путешествие пo Кавказу.
Работы Рауха хранятся в Государственном Русском музее, Государственном историческом музее и в музее В. А. Тропинина.

## Галерея

### УсадьбаВлахернское-Кузьминкив произведениях Рауха (1840)

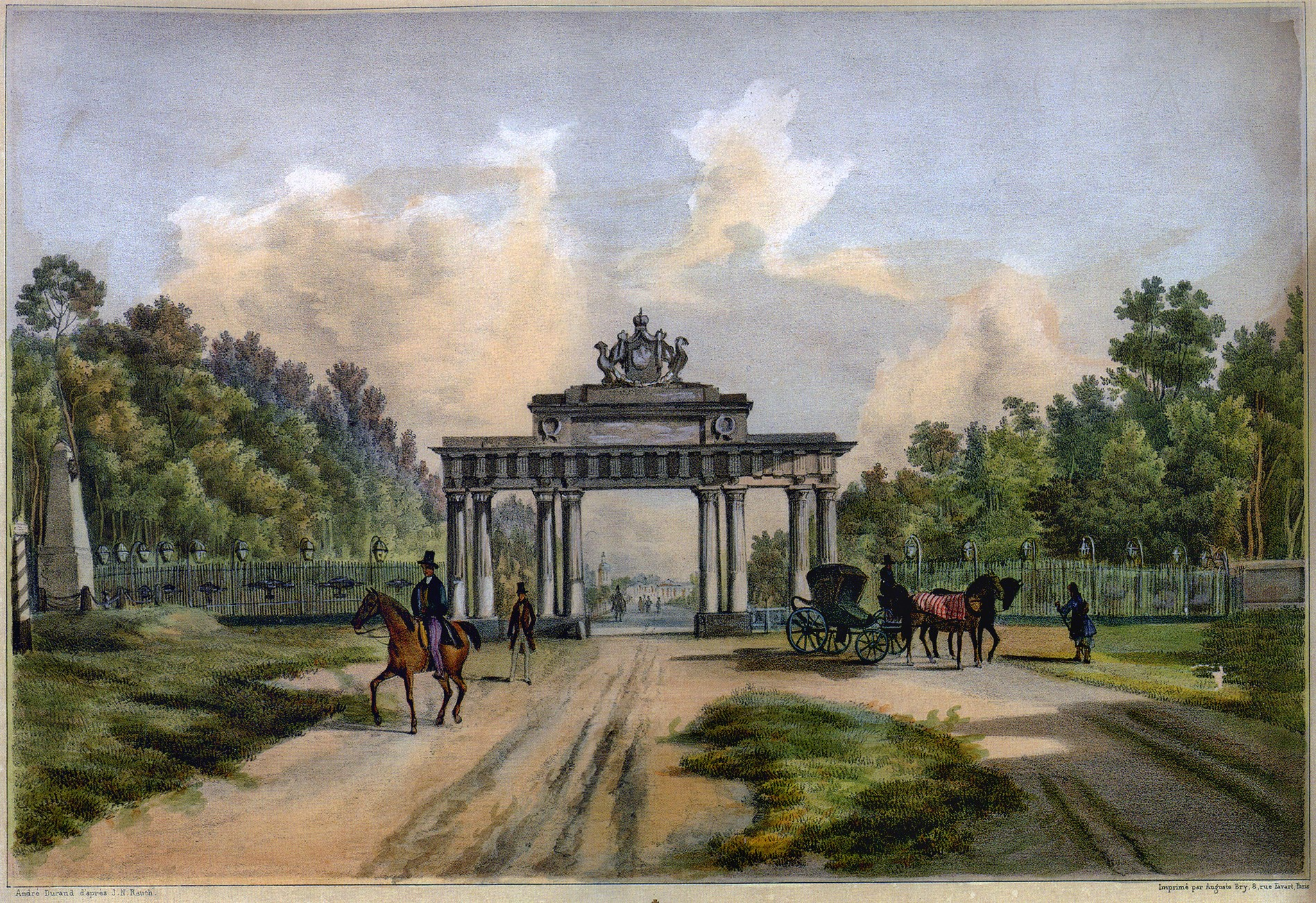
Вид въездных Чугунных ворот (в сторону усадьбы)
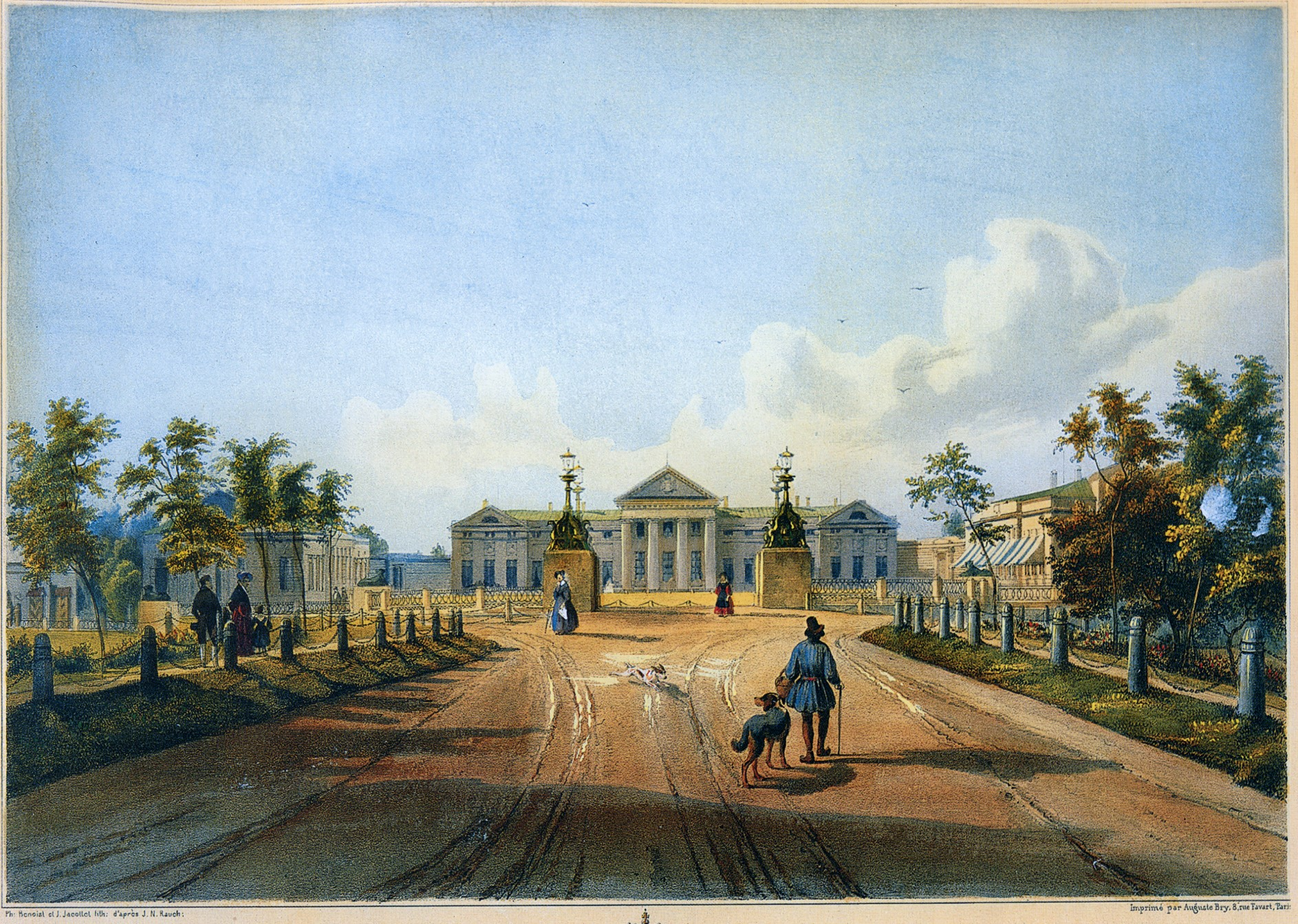
Конец Липовой аллеи и господский дом
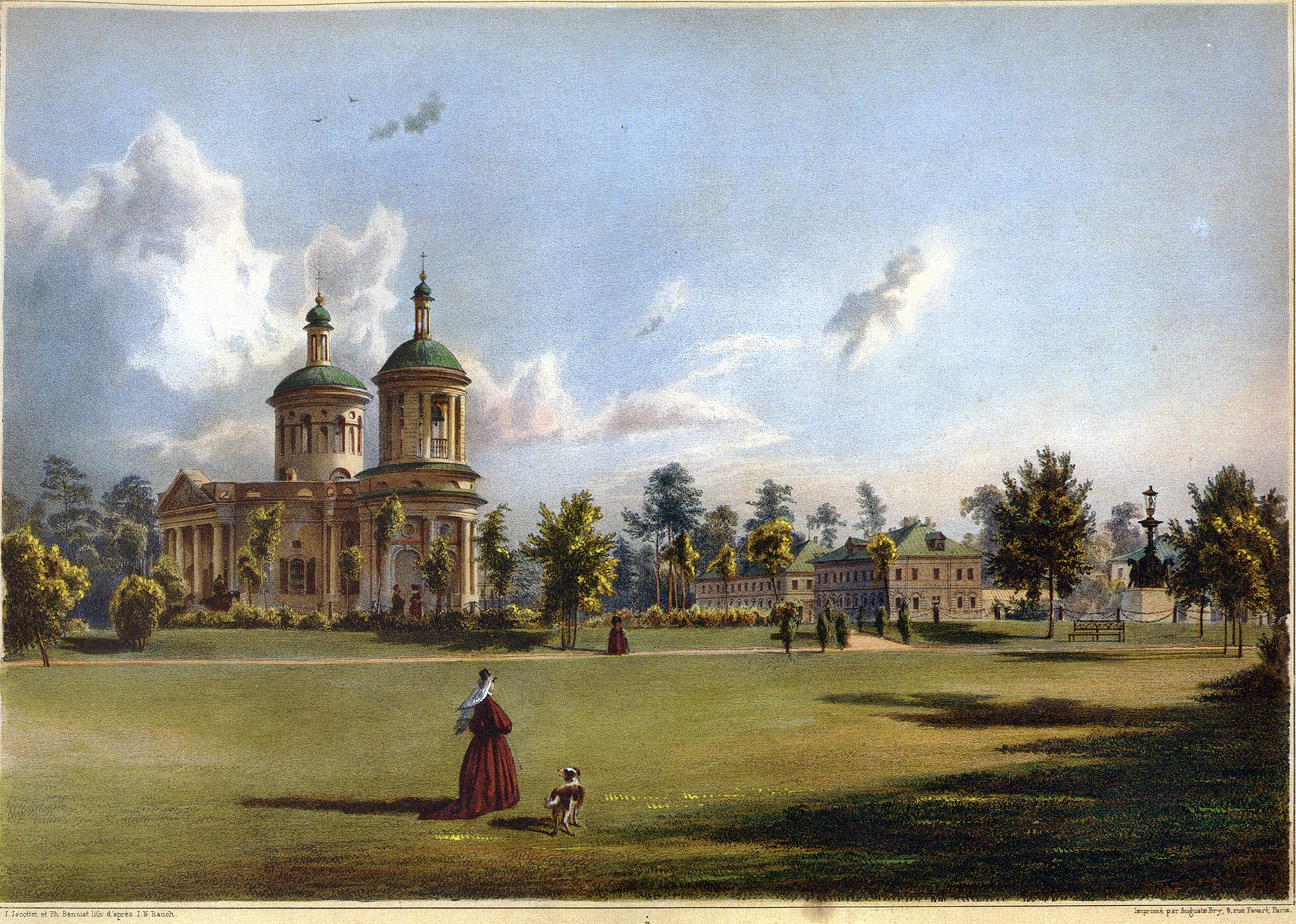
Влахернская усадебная церковь и господский дом
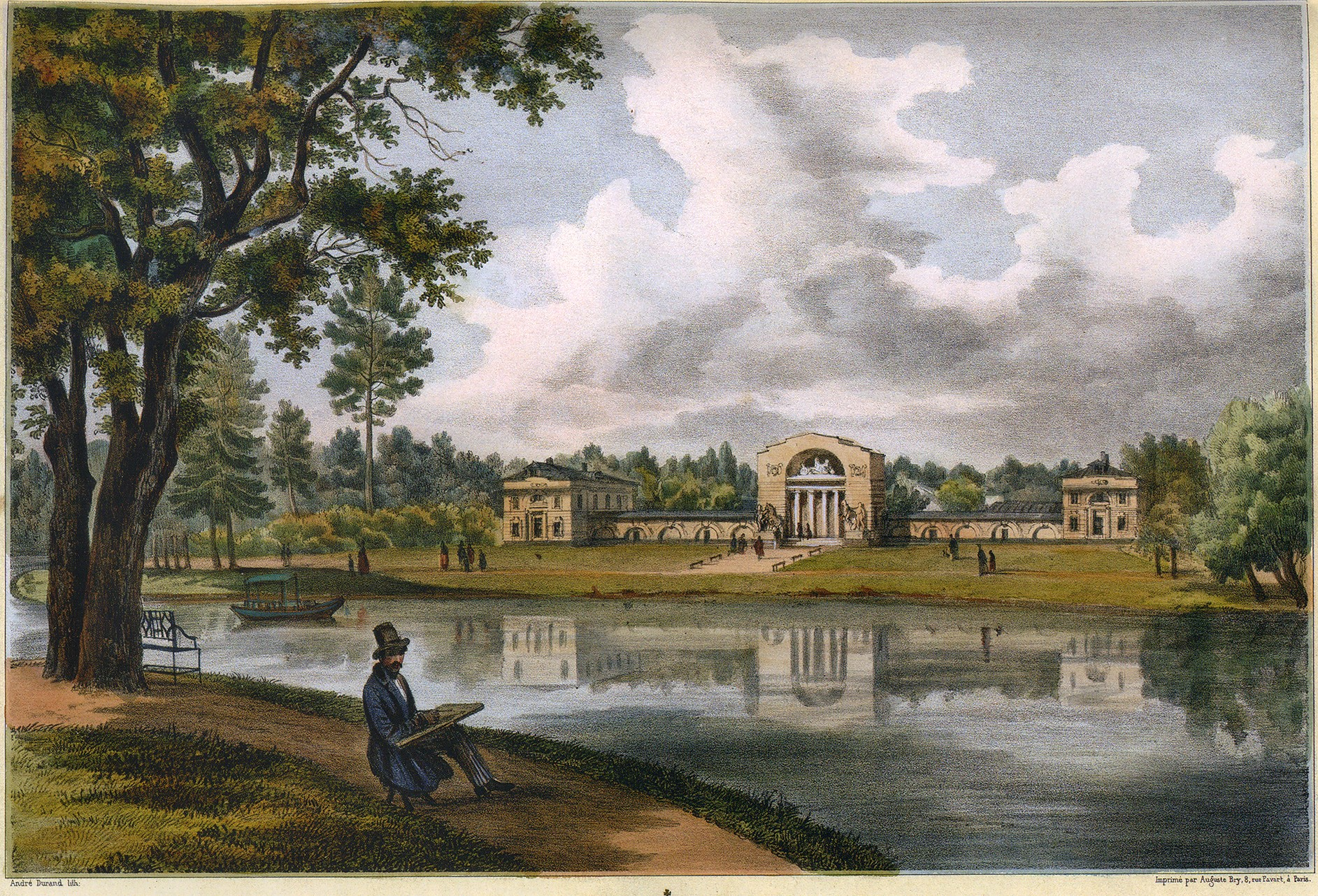
Конный двор
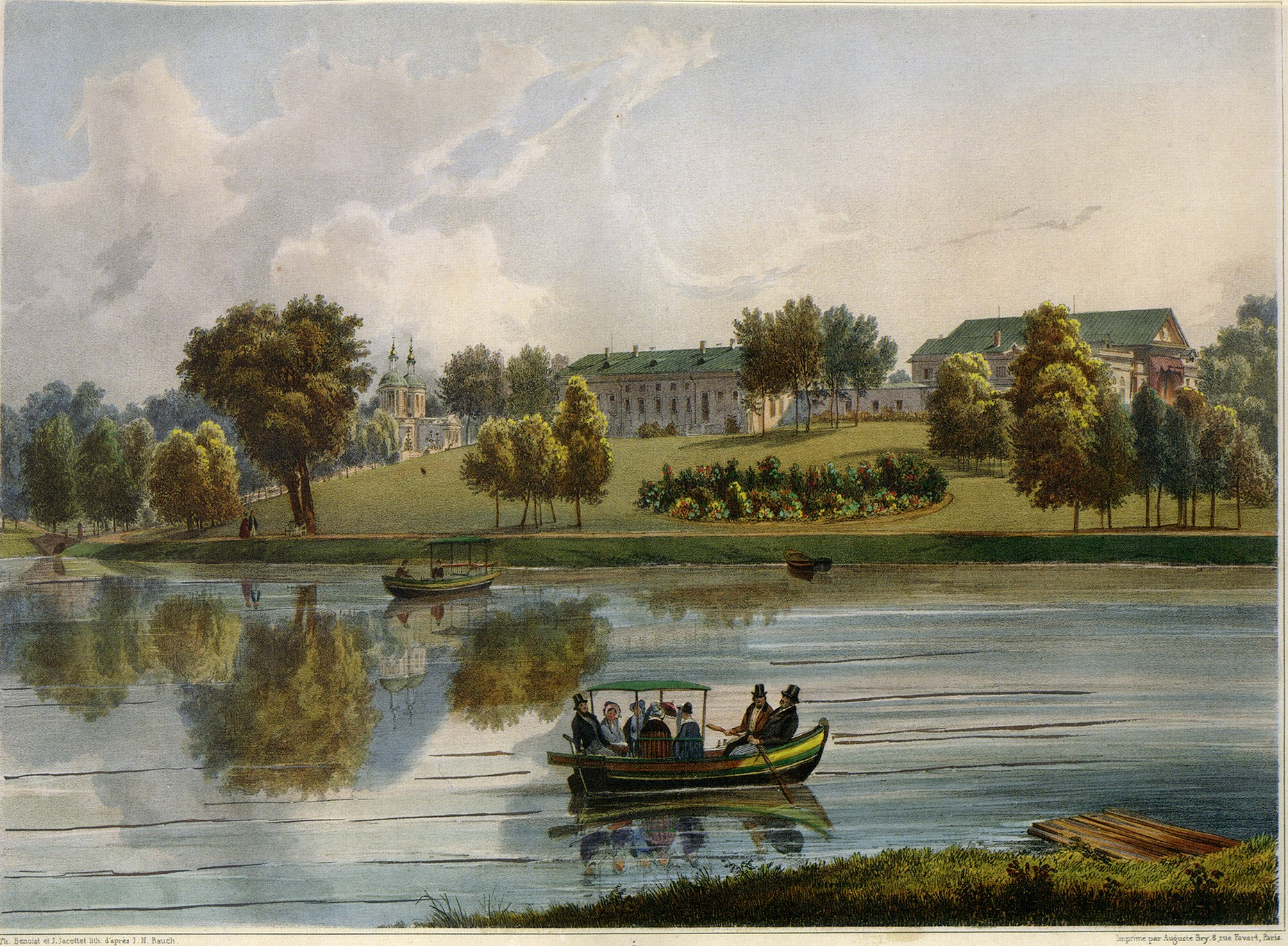
Вид на господский дом со стороны пруда
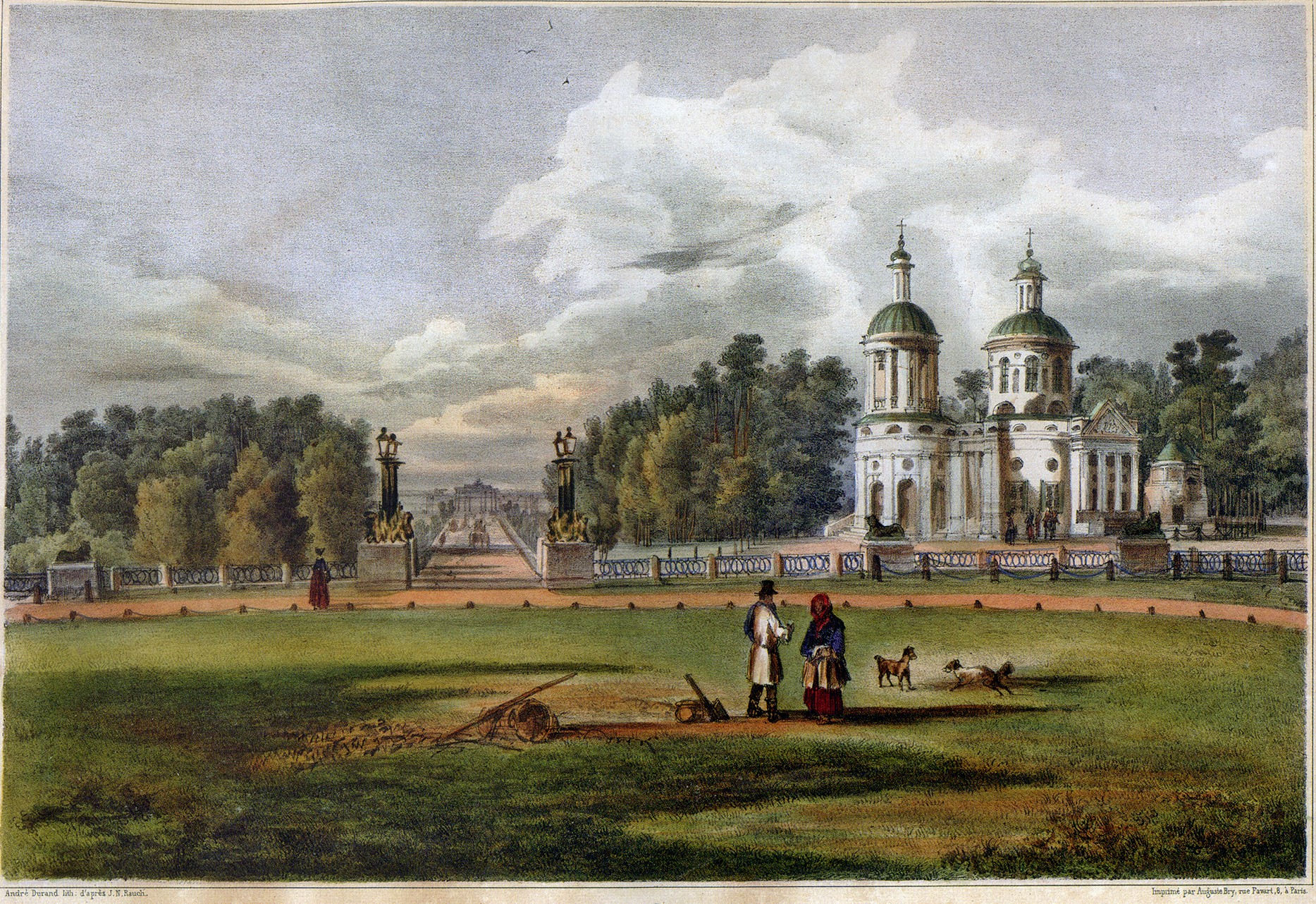
Вид Московского проспекта со стороны господского дома
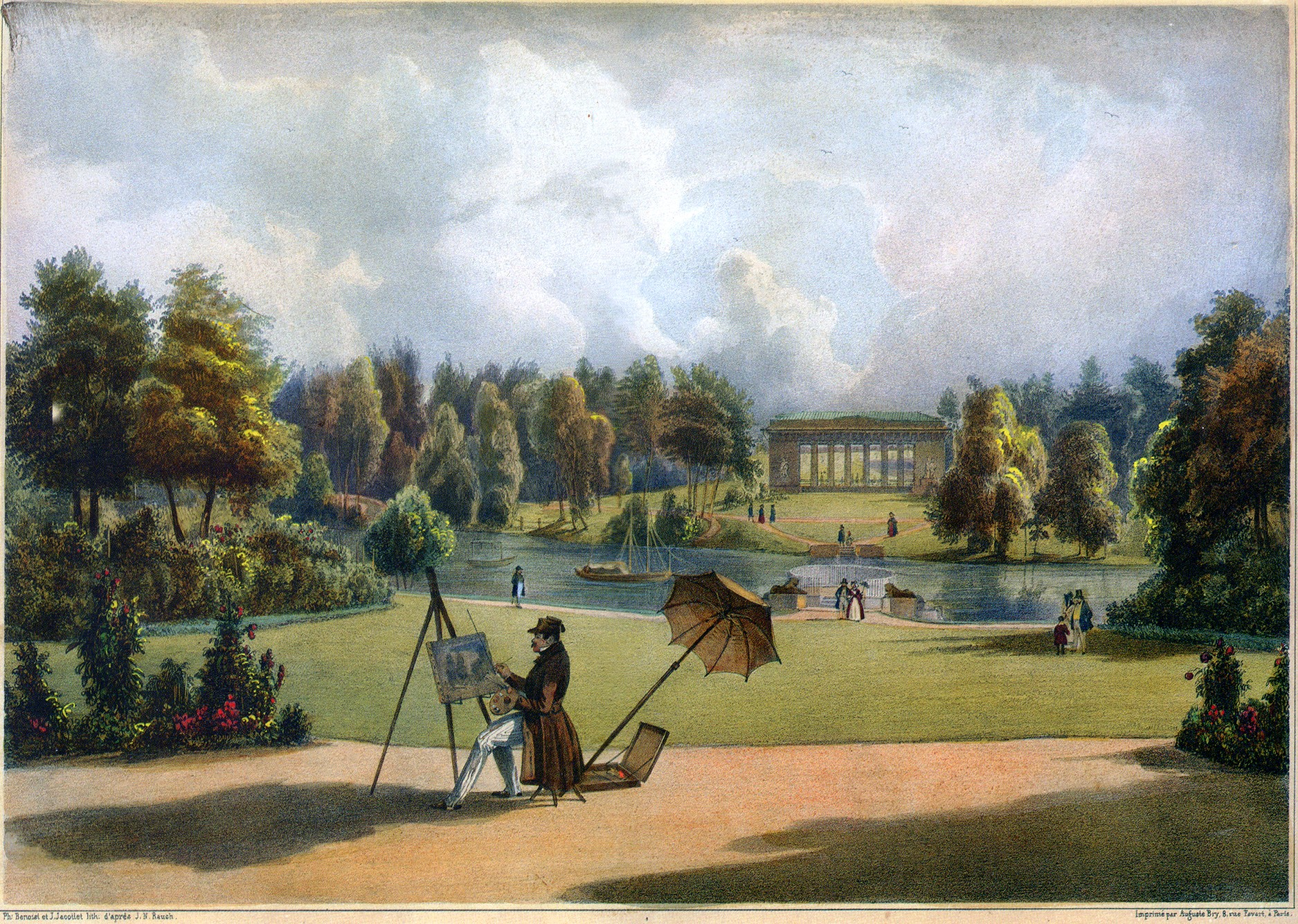
Вид на павильон Пропилеи за прудом и пристань
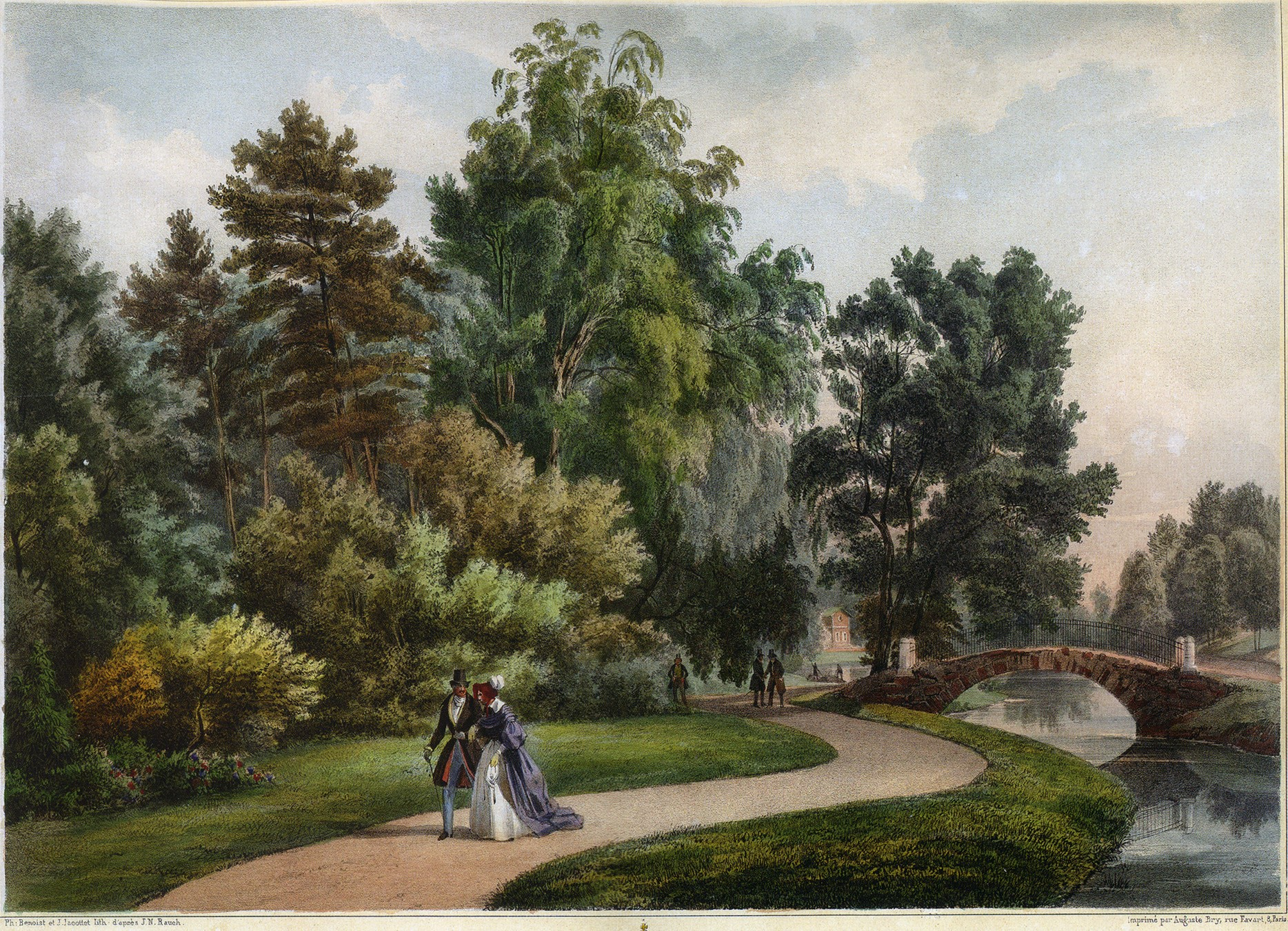
Вид дороги «Променада» у Кузьминского пруда
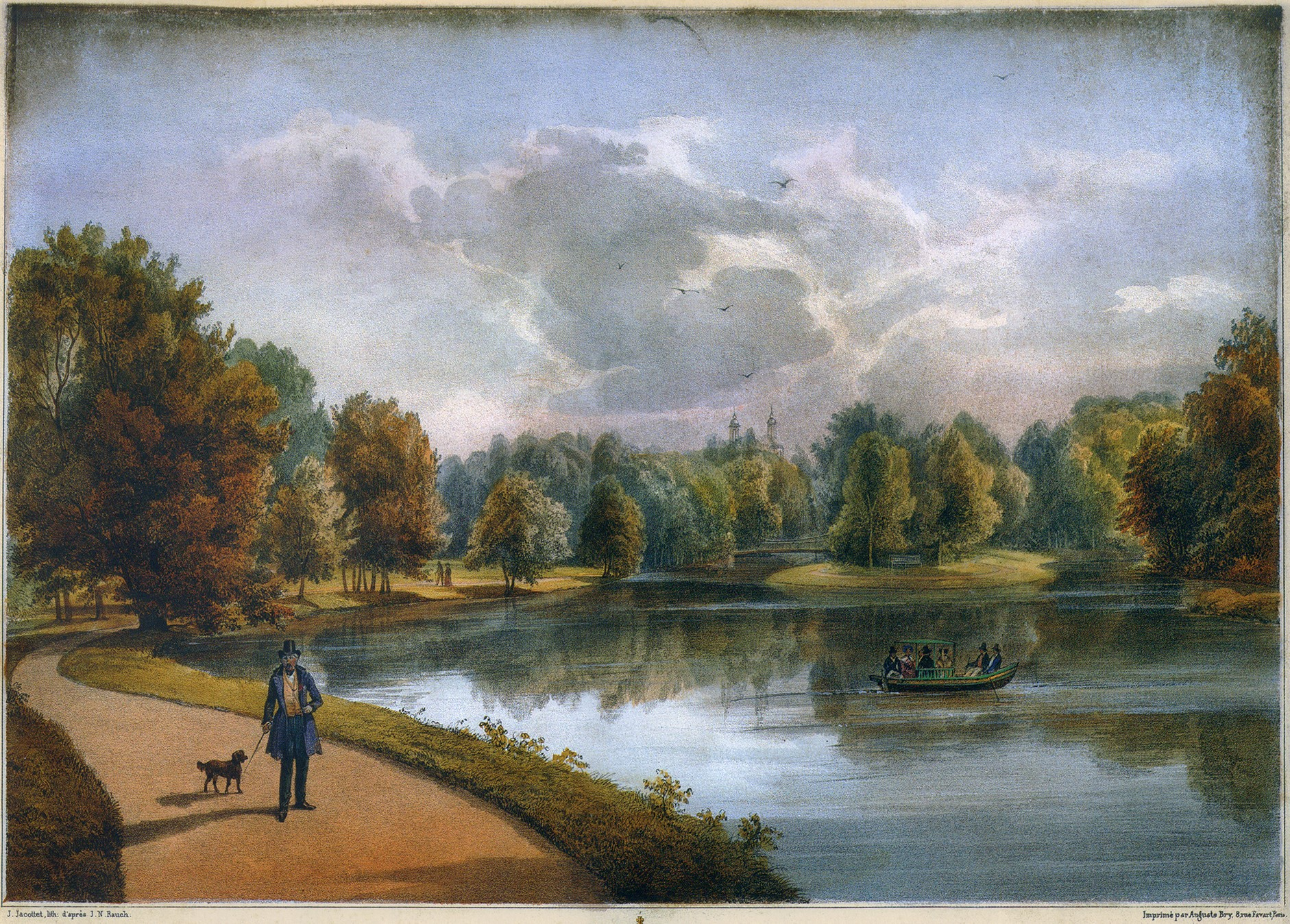
Вид чугунного моста (вид на мост «Трясучка»)
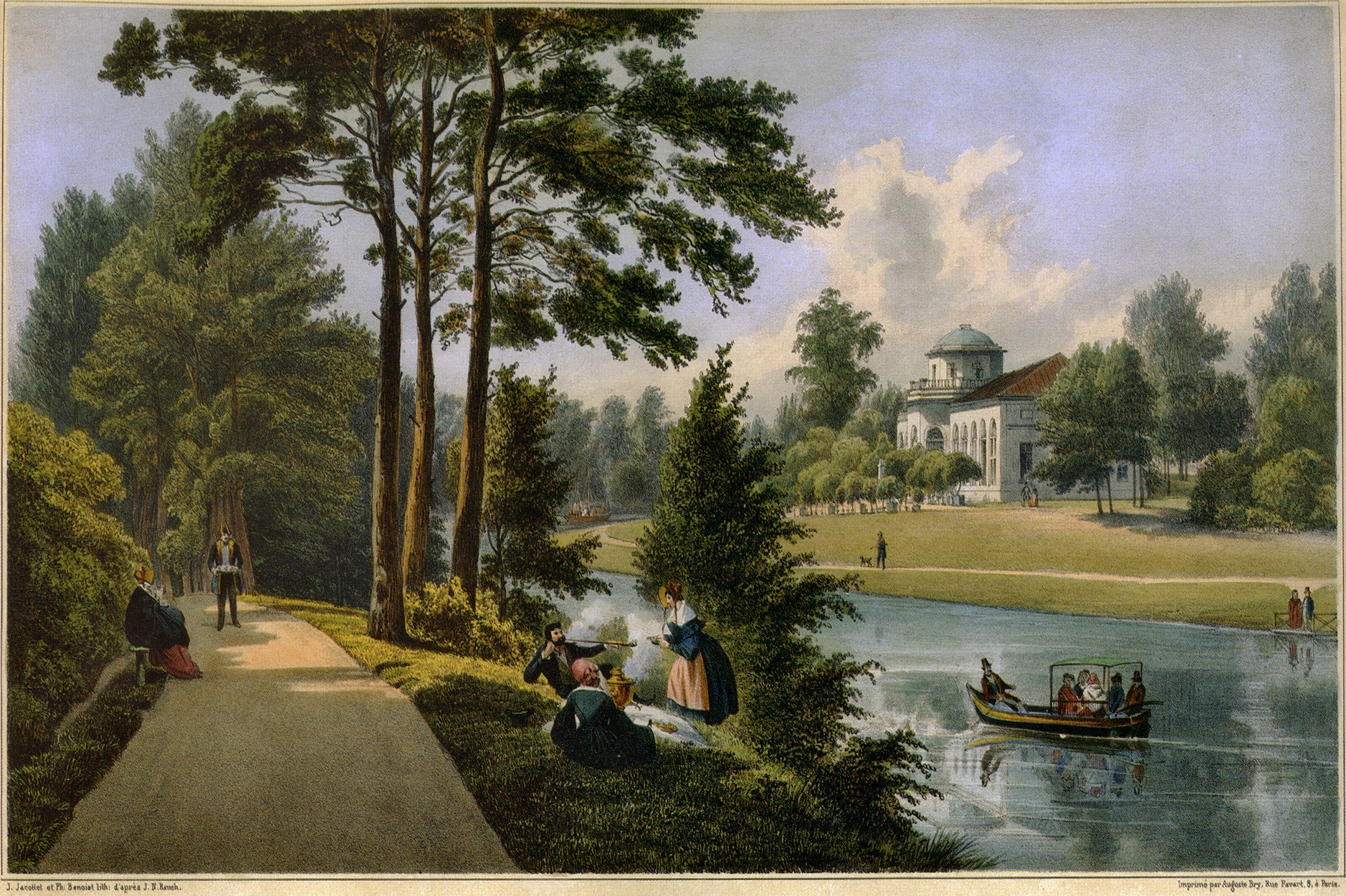
Вид Померанцевой оранжереи с южной стороны
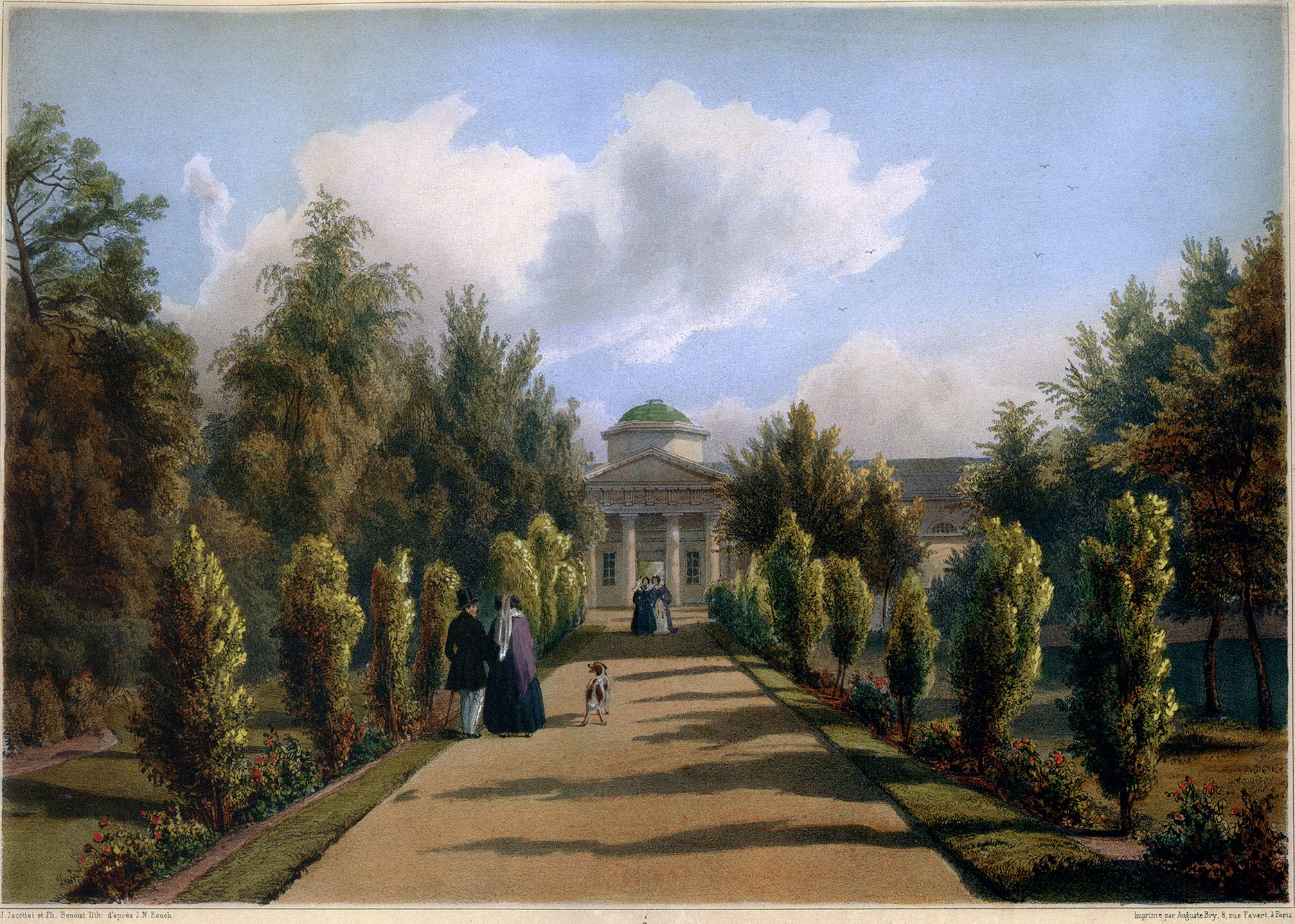
Вид Померанцевой Оранжереи с северной стороны (от господского дома)
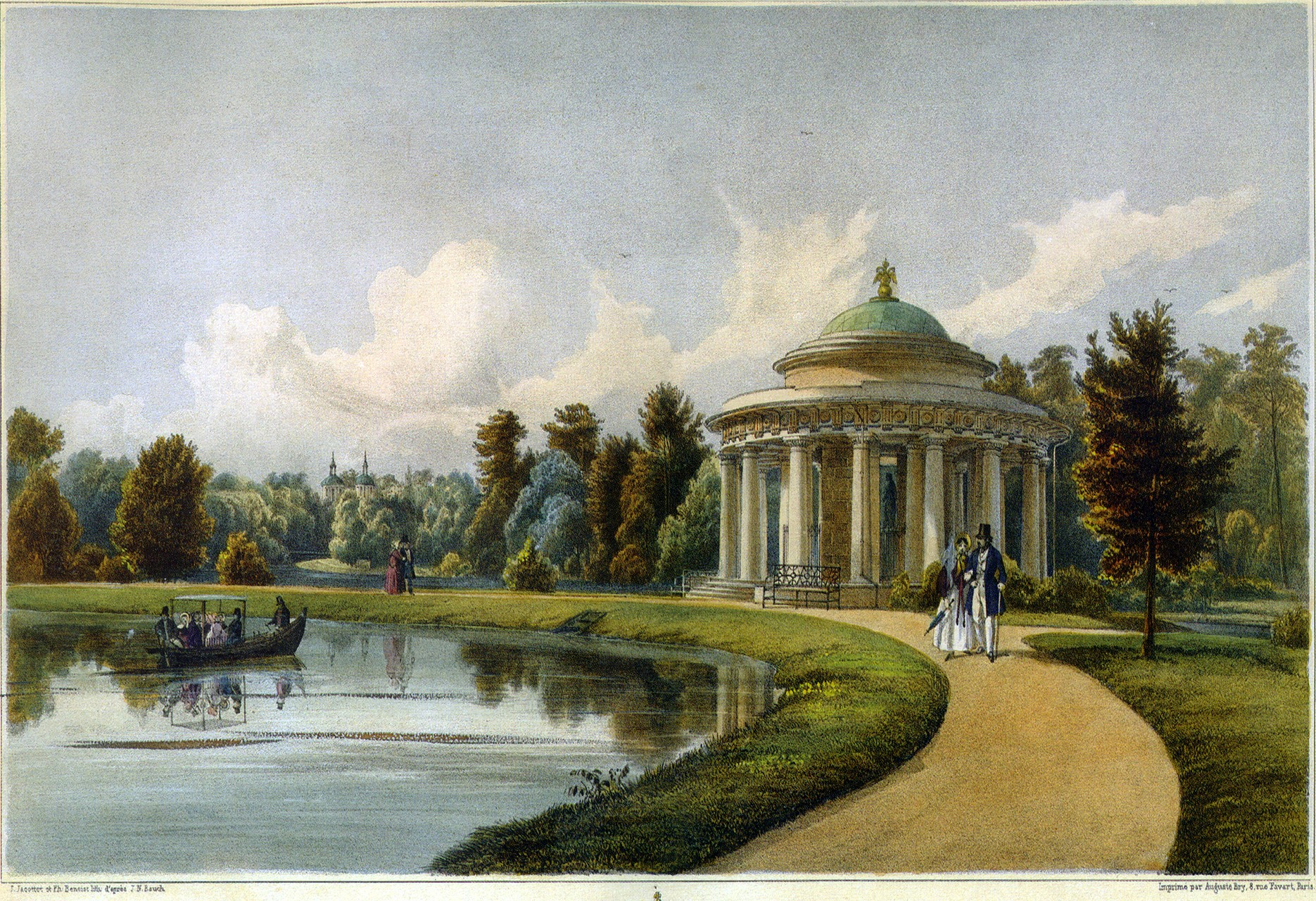
Памятник императрице Марии Федоровне (памятник-ротонда)
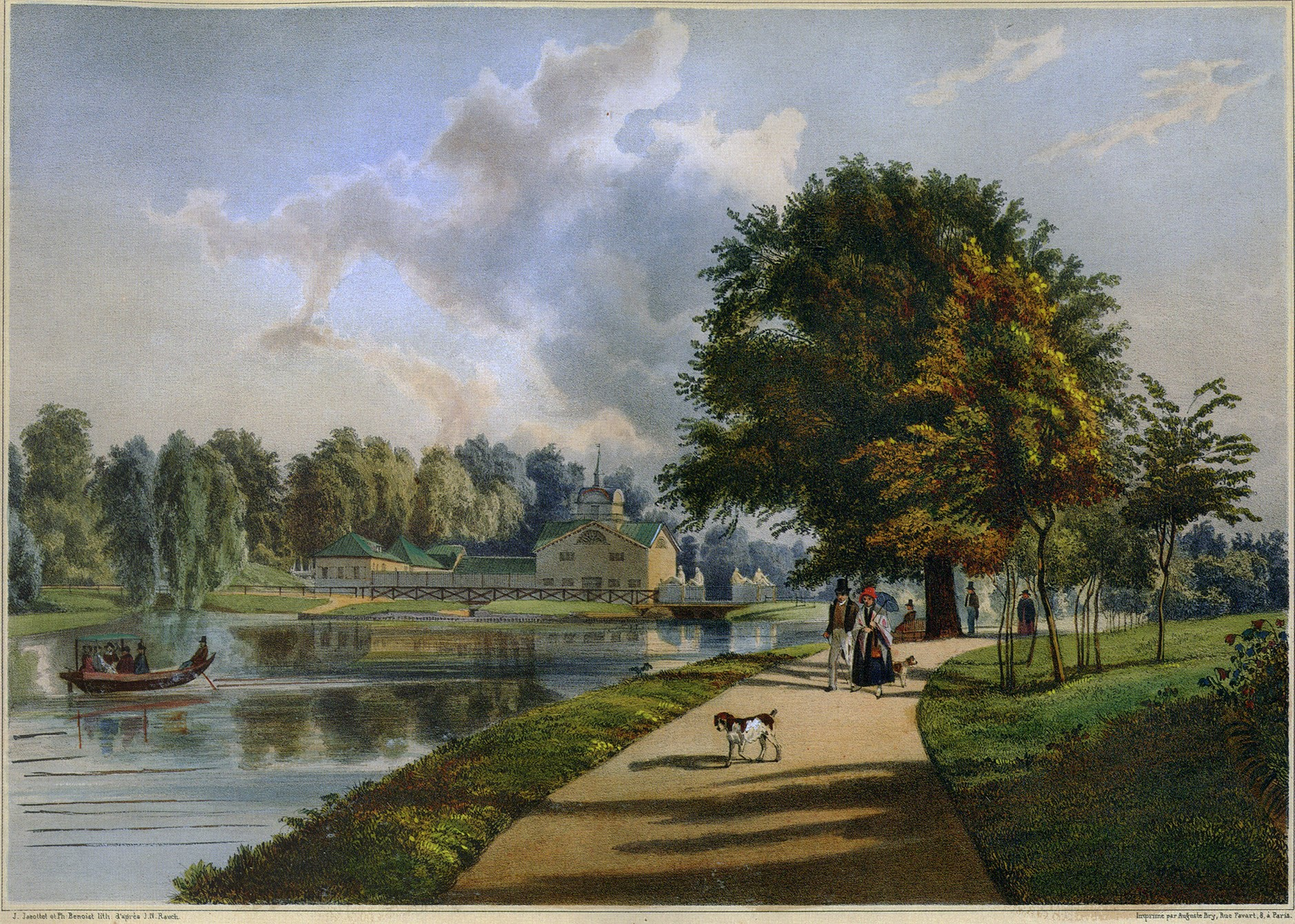
Вид Мельницы (Домика на плотине)
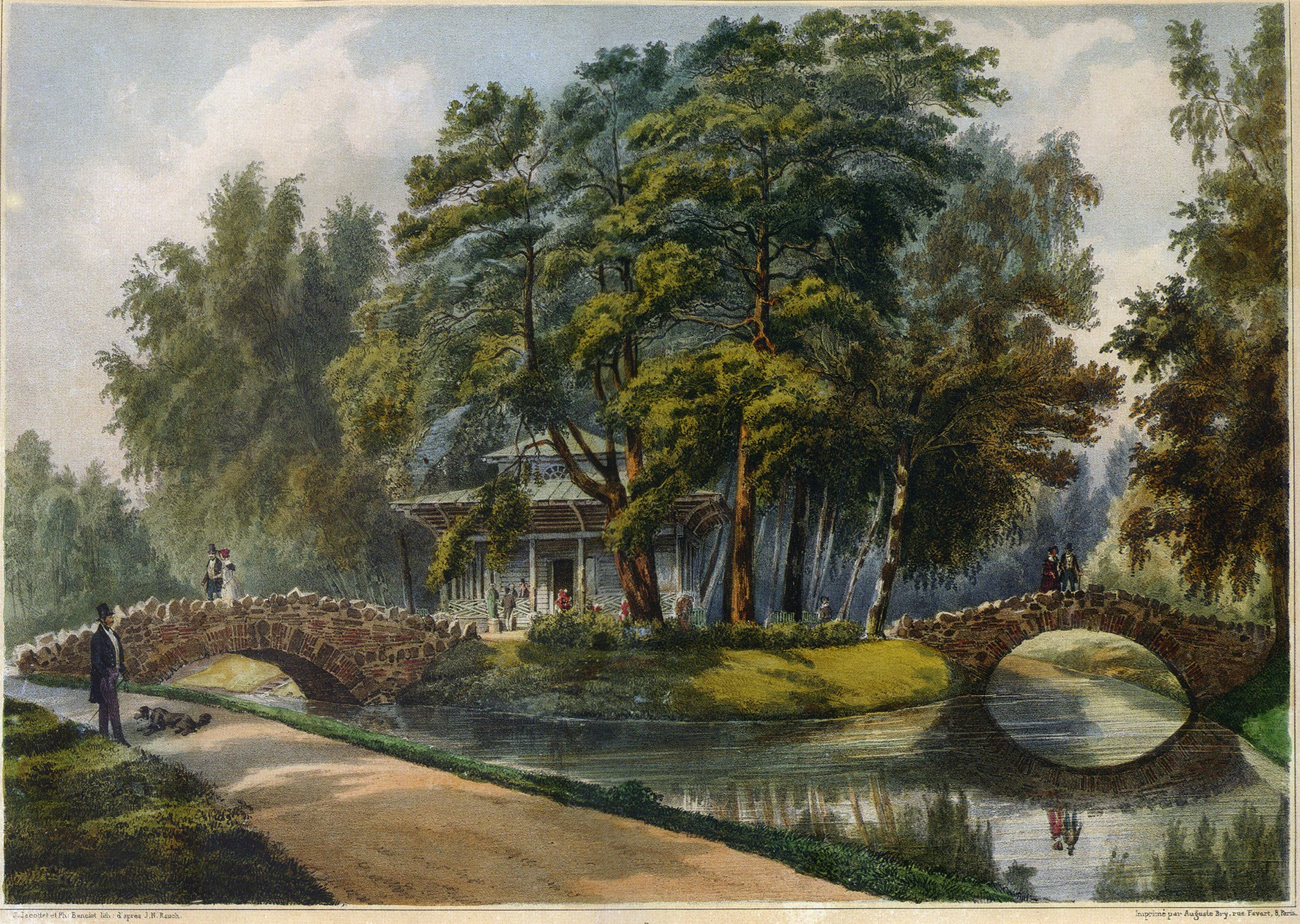
Березовая (Китайская) беседка на острове Щучьего (Китайского) пруду
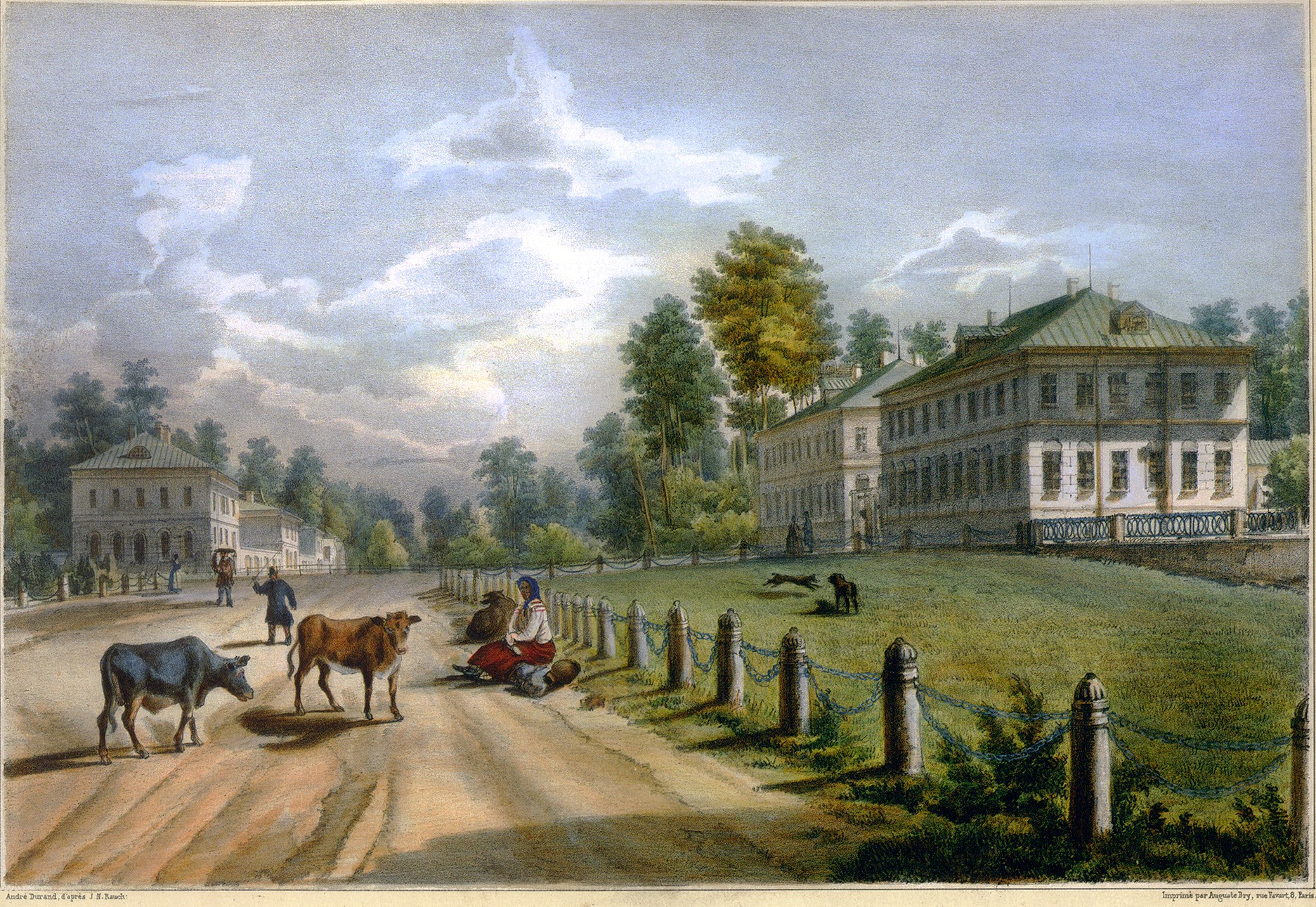
Вид флигелей (Слободка, вид от храма)
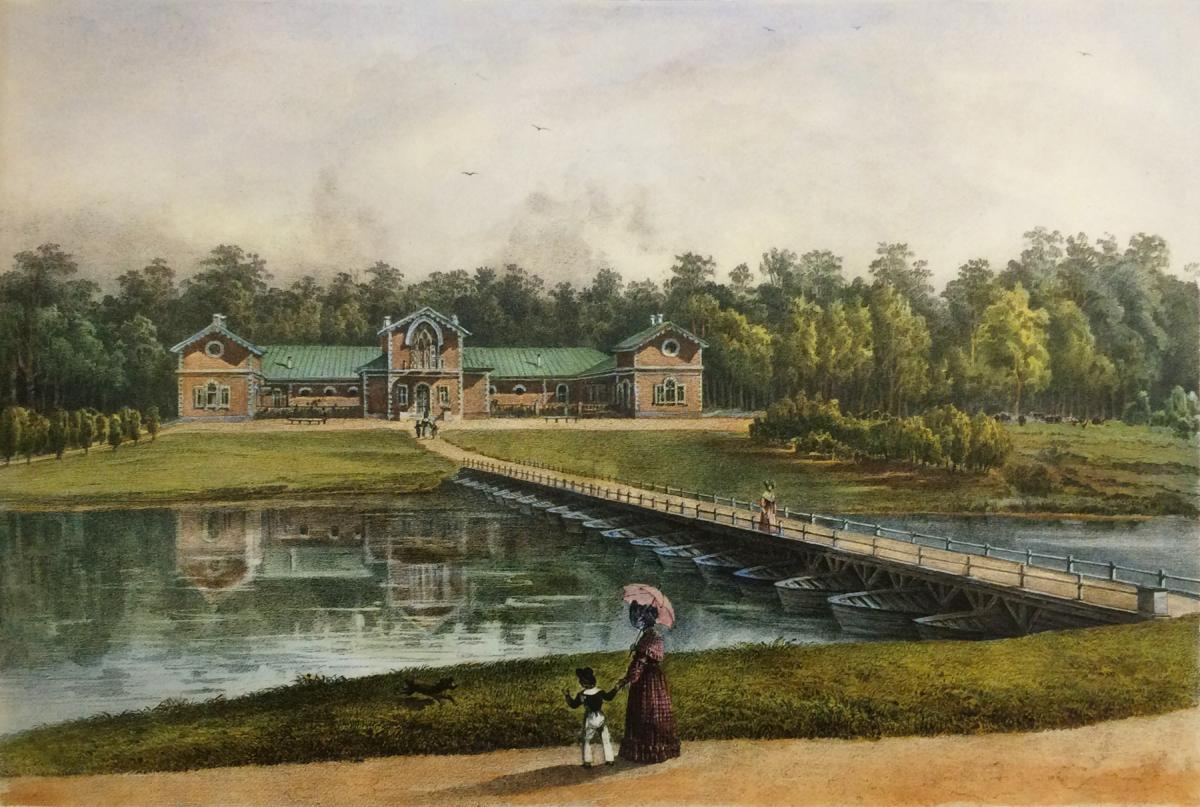
Вид Скотного двора (Скотный двор, больница и плашкоутный мост)

### Другие работы

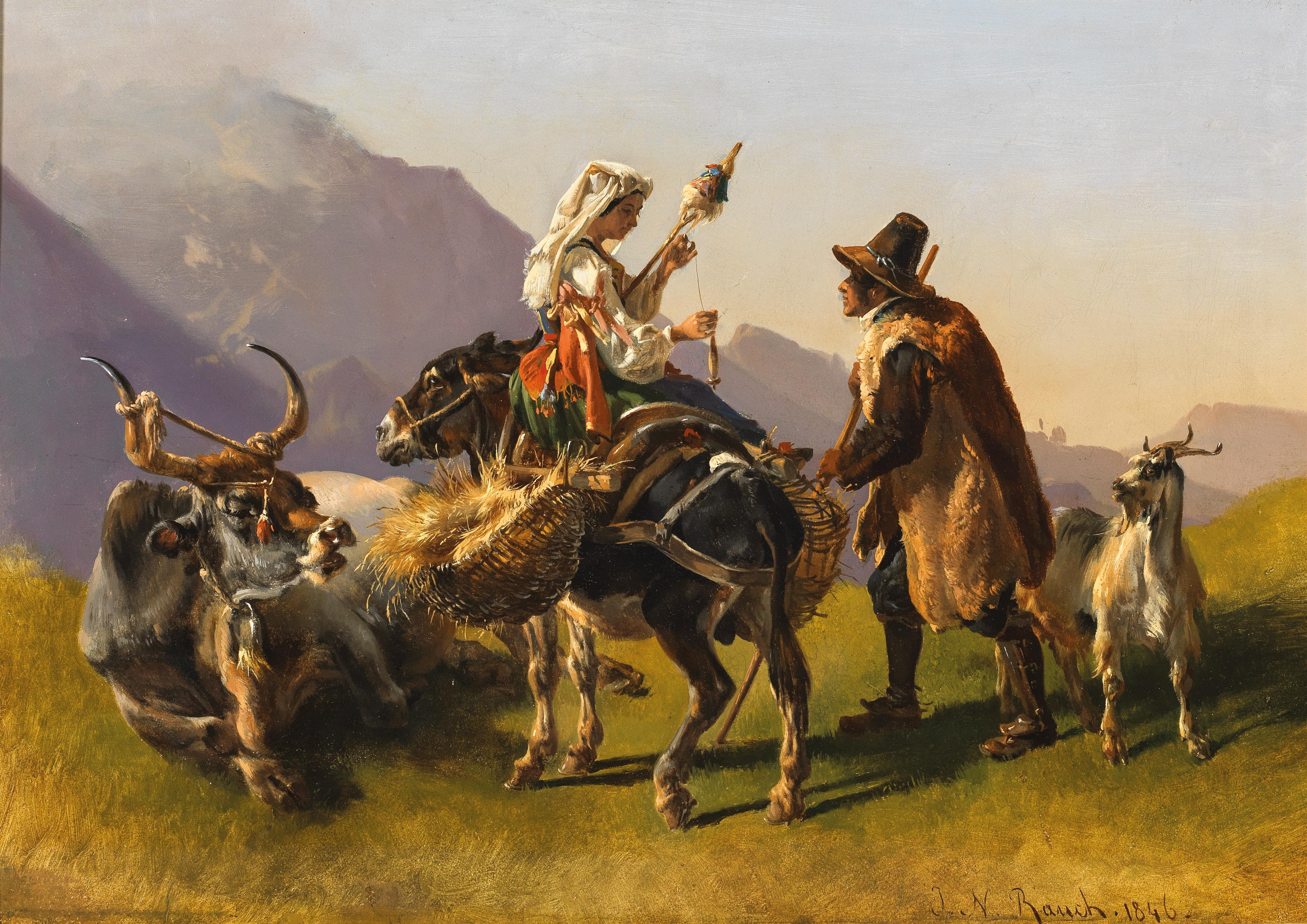
Итальянская крестьянка беседует с пастухом (1846)
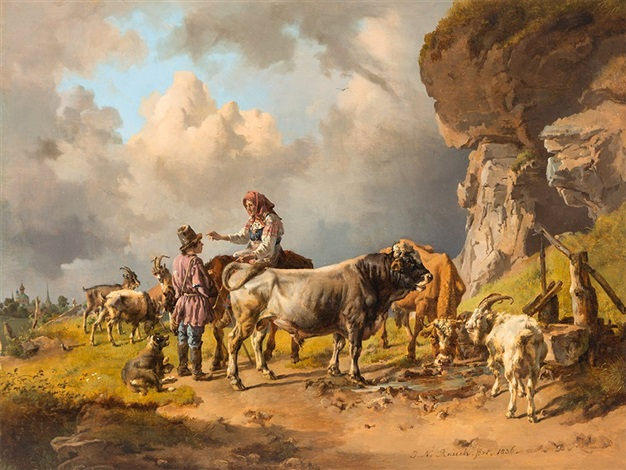
Русская крестьянка беседует с пастухом
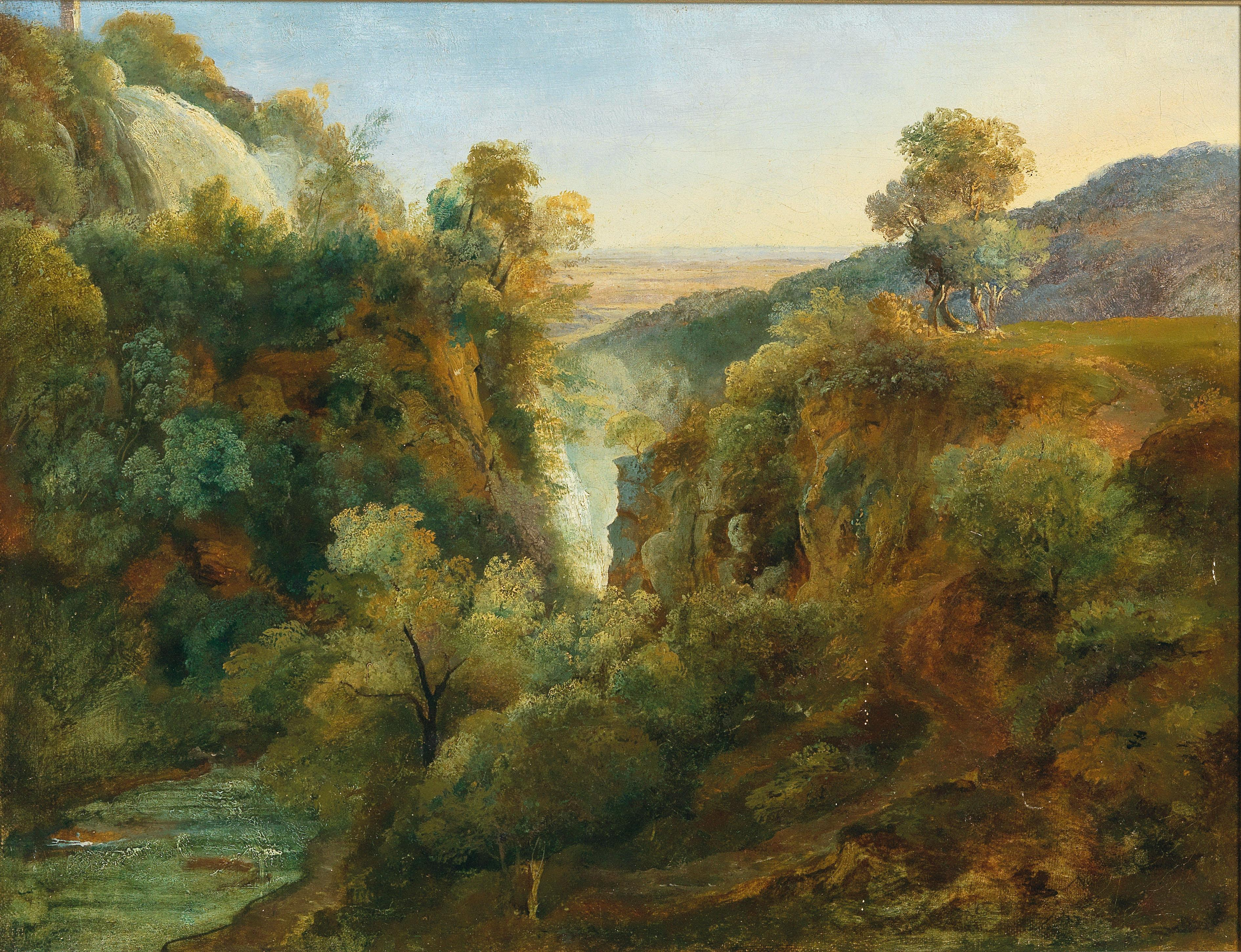
Водопад в Тиволи
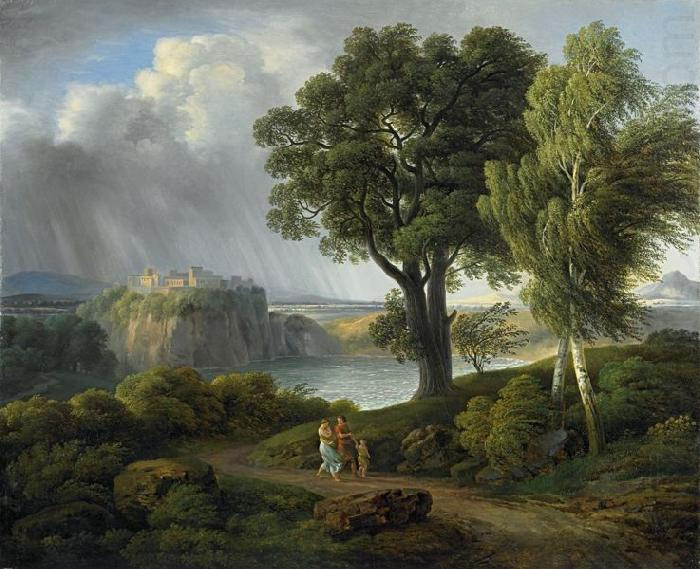
Аркадийский пейзаж
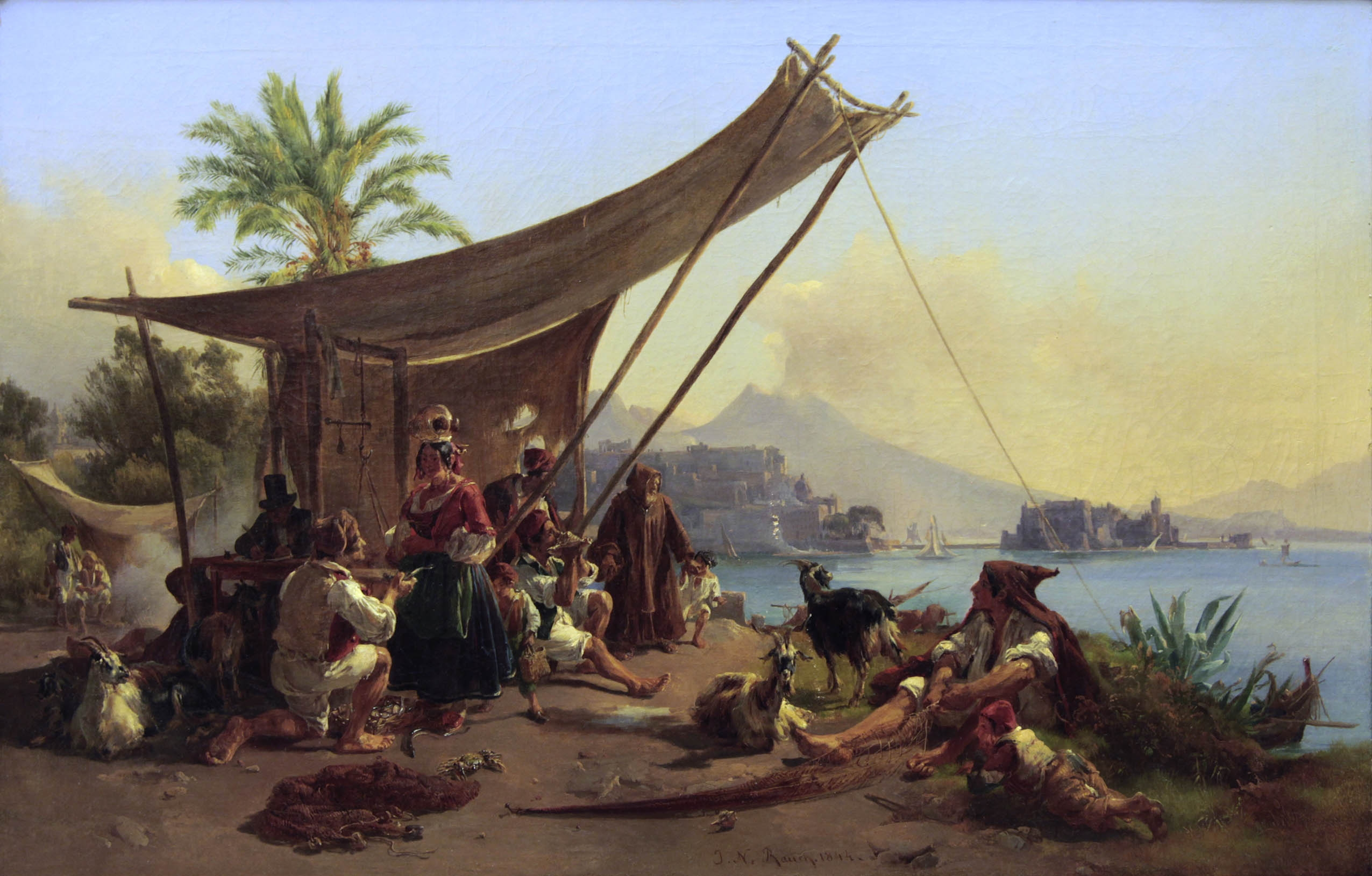
Итальянская жанровая сцена
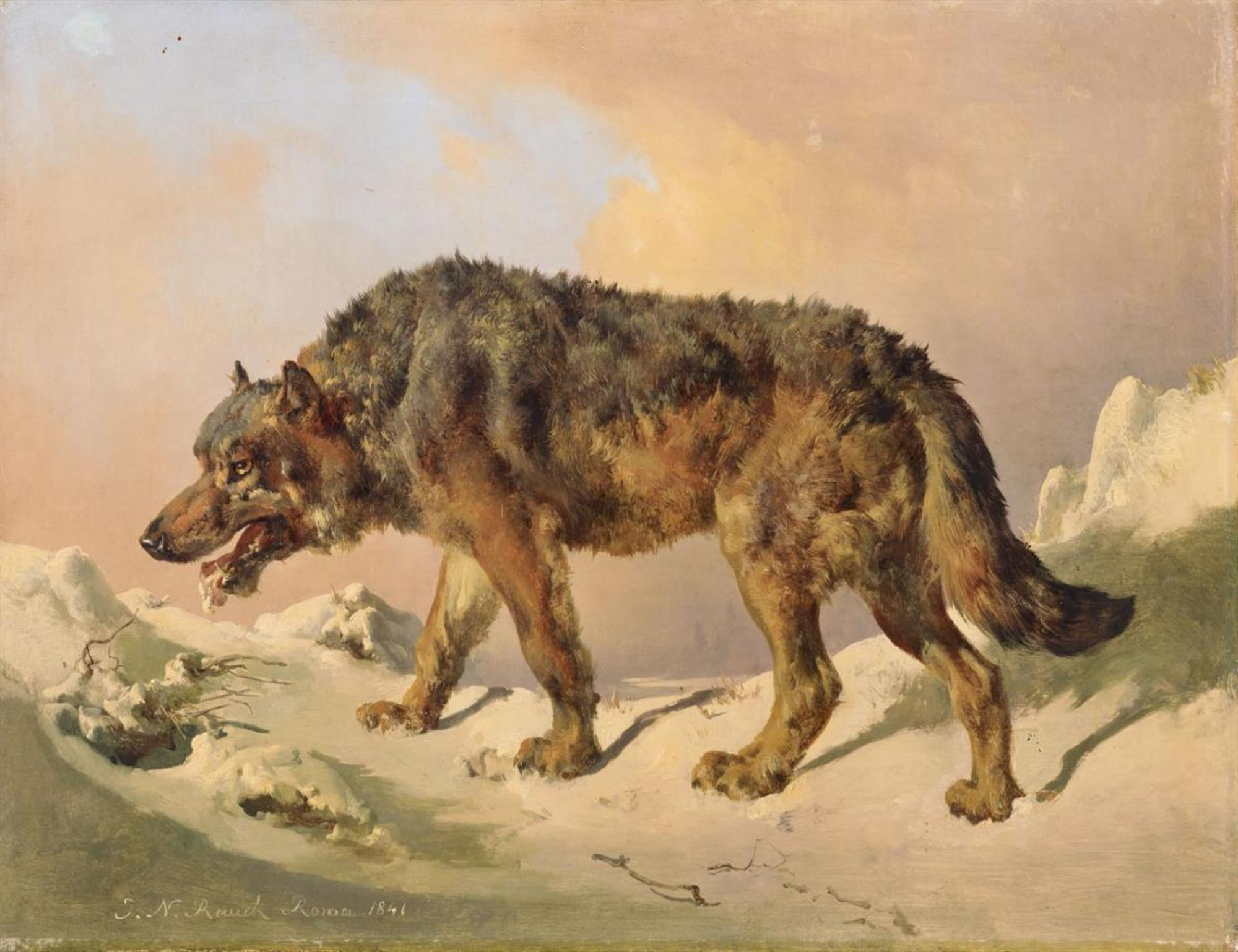
«Сибирский волк»
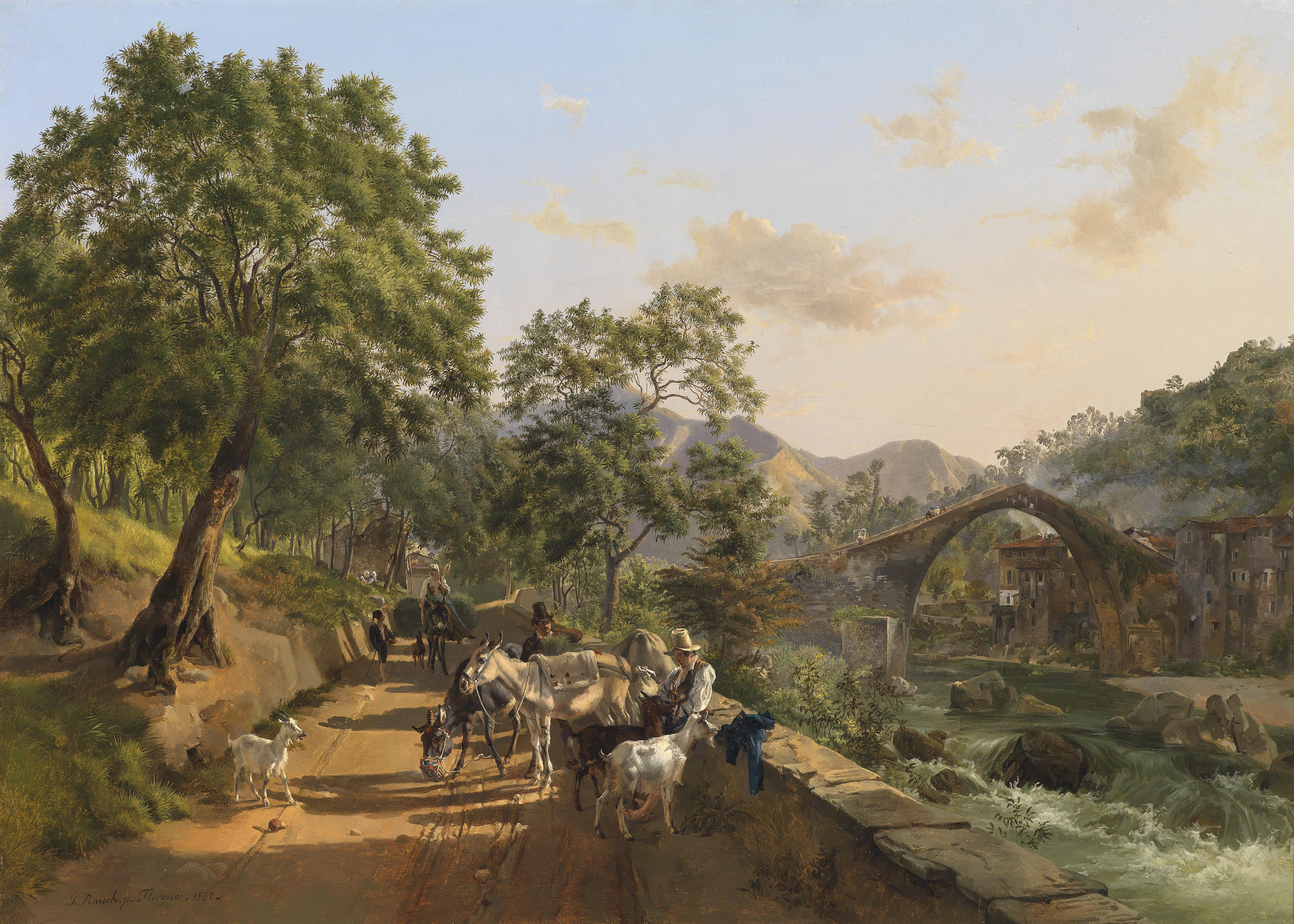
Отдых на просёлочной дороге на окраине городка Лоро-Чуффенна
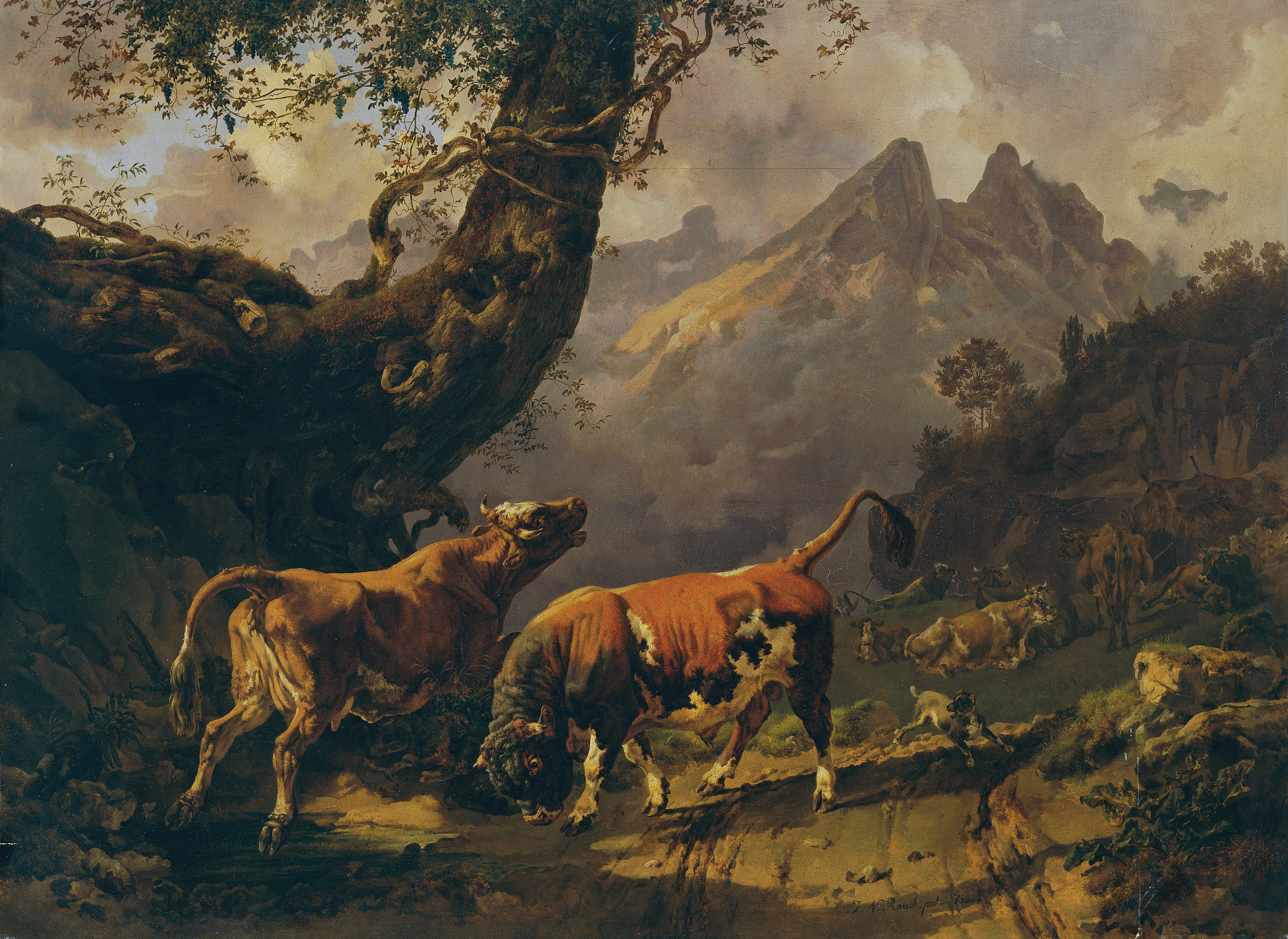
Бык, пастушья собака и стадо коров в окрестностях Каррары